# Syzygium camptophyllum
Syzygium camptophyllum är en myrtenväxtart som först beskrevs av Murray Ross Henderson, och fick sitt nu gällande namn av Ian Mark Turner. Syzygium camptophyllum ingår i släktet Syzygium och familjen myrtenväxter. IUCN kategoriserar arten globalt som akut hotad. Inga underarter finns listade i Catalogue of Life.